# Sucé-sur-Erdre
Sucé-sur-Erdre (bretonisch: Sulieg) ist eine französische Gemeinde mit 7.457 Einwohnern (Stand 1. Januar 2022) im Département Loire-Atlantique in der Region Pays de la Loire.

## Geografie
Sucé-sur-Erdre liegt etwa 15 Kilometer nördlich von Nantes am Ufer der Erdre. An der südwestlichen Gemeindegrenze verläuft ihr Zufluss Boire de Nay. Die Gemeinde verfügt über einen Hafen der Erdre, der sich wenige Kilometer nördlich zum Lac de Mazerolles erweitert, an dessen Westufer das 11,3 km² große Moor von Mazerolles beginnt.

## Geschichte
Der erstmals im 10. Jahrhundert erwähnte Name der Gemeinde kommt vom lateinischen Sulcus, zu deutsch Ackerfurche, und vom keltischen Erdam, was kleiner Fluss bedeutet.
Sucé war im 16. und 17. Jahrhundert eine Hochburg calvinistischer Prediger. 
Unter Karl IX., während des ersten Hugenottenkrieges, zogen sich Hugenotten, denen in Nantes die Ausübung ihrer Religion verboten wurde, nach Sucé zurück und errichteten dort einen befestigten Versammlungsort, von dem heute nur noch der Tour Gaillard besteht. Der Bischof von Nantes ordnete 1677 dessen Zerstörung an.
Seit Anfang der 1970er Jahre kann Sucé-sur-Erdre ein überdurchschnittliches Bevölkerungswachstum verzeichnen. 
1973 benannte sich die Gemeinde in Sucé-sur-Erdre um. 
| Bevölkerungsentwicklung | Bevölkerungsentwicklung | Bevölkerungsentwicklung | Bevölkerungsentwicklung | Bevölkerungsentwicklung | Bevölkerungsentwicklung | Bevölkerungsentwicklung | Bevölkerungsentwicklung |
| ----------------------- | ----------------------- | ----------------------- | ----------------------- | ----------------------- | ----------------------- | ----------------------- | ----------------------- |
| Jahr                    | 1968                    | 1975                    | 1982                    | 1990                    | 1999                    | 2007                    | 2017                    |
| Einwohner               | 1696                    | 2346                    | 4135                    | 4806                    | 5868                    | 6141                    | 7023                    |

## Sehenswürdigkeiten

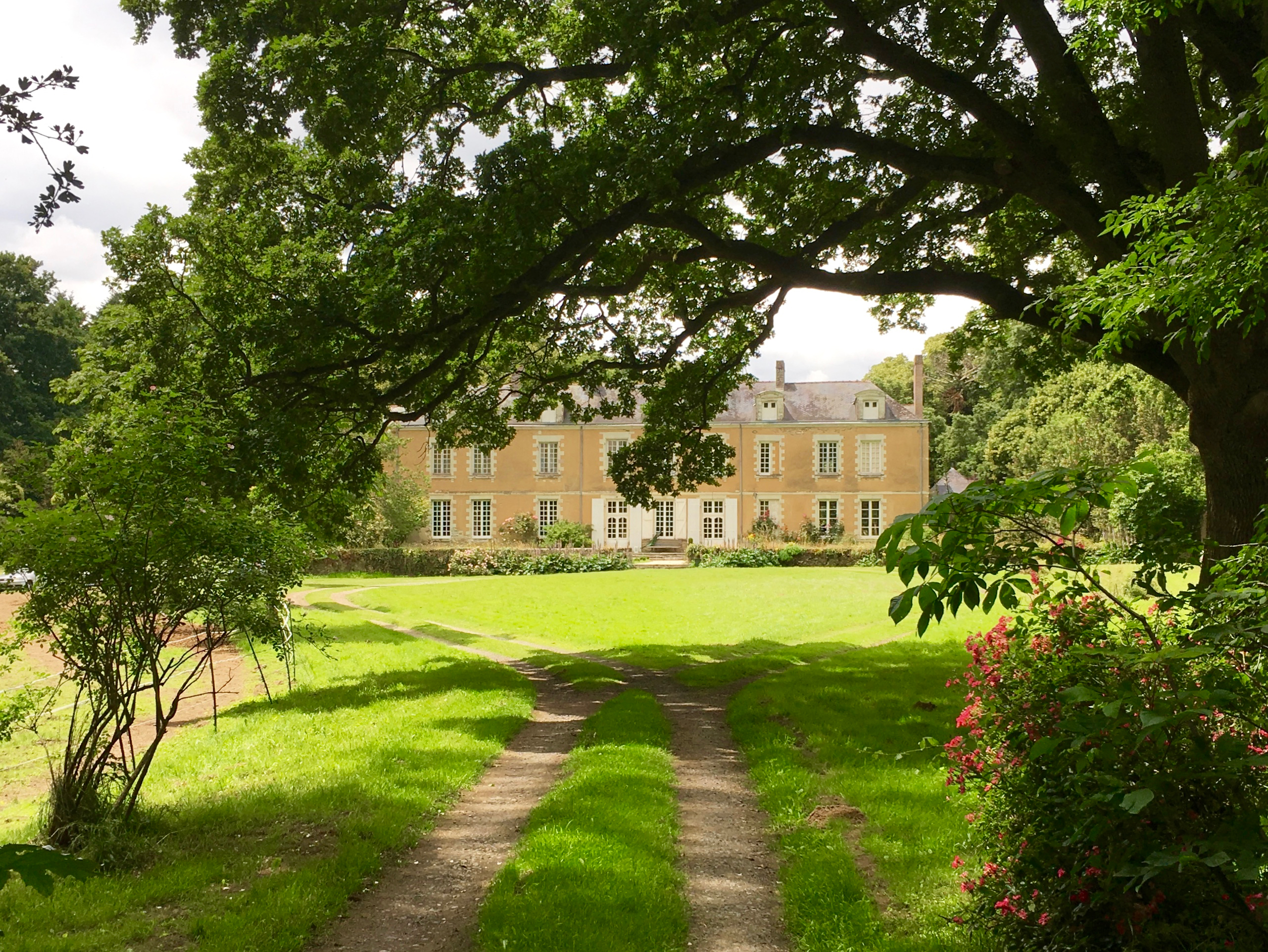
Schloss Launay

Das Château de Launay mit sehenswerter Fassade und Dach ist als Inscrit Monument Historique klassifiziert.

## Gemeindepartnerschaften
Sucé-sur-Erdre pflegt eine Partnerschaft mit Bliesransbach im Saarland.

## Verkehr
Der Ort hat einen Bahnhof an der Bahnstrecke Nantes–Châteaubriant.